# Бугаев, Александр Трофимович
Александр Трофимович Бугаев (15.09.1901 — 31.01.1974) — сапер 11-го отдельного гвардейского моторизированного штурмового саперного батальона, гвардии сержант.

## Биография
Родился 15 сентября 1901 года в поселке Ново-Николаевский Томского уезда Томской губернии (ныне город Новосибирск). В 5 лет остался сиротой. Жил у дяди — брата отца, который вскоре умер. Беспризорничал, с 12-летнего возраста жил в приюте. Окончил 2 класса. Трудовую деятельность начал в 1916 году, поступив на работу шахтером-крепильщиком на одну из шахт Карагандинского угольного бассейна. Участник гражданской войны.
В 1924—1928 годах проходил срочную службу в Красной Армии. После демобилизации работал возчиком на лесопильном заводе в городе Новосибирске. С конца 1940 года работал в городе Караганде проходчиком на шахте № 18-бис.
В июле 1941 года был вновь призван в Красную Армию Карагандинским горвоенкоматом. В боях Великой Отечественной войны с августа 1941 года. В составе 262-го стрелкового полка защищал город Москву, был тяжело ранен, 6 месяцев лечился в госпитале города Ряжска. На пересыльном пункте в Рязани получил распределение в город Владимир в учебную саперную часть, где учился 3 месяца, получил специальность сапера-минера.
После учёбы направлен на фронт.
В составе 11-го отдельного гвардейского моторизированного штурмового саперного батальона участвовал в освобождении Белоруссии и Прибалтики. Бойцы батальона звали Бугаева «Батя», ему было уже за сорок. Никто из молодых не мог так хладнокровно минировать передний край под огнём. В 1944 году был ранен при форсировании реки Неман. Полтора месяца лечился в Каунасском госпитале, оттуда самовольно, не окончив лечения, вернулся в свою часть.
В августе 1944 года в районе города Сувалки отделению, в котором служил гвардии красноармеец Бугаев, было приказано заминировать передний край в районе озера Купово и высоты 204,4. Выполнение задачи осложнялось тем, что враг непрерывно вел артиллерийско-минометный и пулеметный огонь. Под огнём противника Бугаев заминировал подступы к высоте, обеспечив её оборону: он один установил и замаскировал 300 противопехотных мин.
Приказом от 5 сентября 1944 года гвардии красноармеец Бугаев Александр Трофимович награждён орденом Славы 3-й степени.
В январе 1945 года при прорыве обороны противника в 6 км северо-западнее города Шталлупенен инженерно-саперный батальон был придан 213-й танковой бригаде и сопровождал её подразделения в наступательном бою. Танк, на котором находился Бугаев, прорвался в глубину обороны противника. На пути было минное поле, танк остановился наткнувшись на него. Бугаев под артиллерийско-минометным огнём проделал проход, обезвредив 11 противотанковых мин. Танк прорвался к траншее врага, уничтожил огневые средства противника и гусеницами засыпал окопы, в которых находились немцы. Бугаев из автомата истребил 6 противников.
Приказом от 2 февраля 1945 года гвардии красноармеец Бугаев Александр Трофимович награждён орденом Славы 2-й степени.
5 апреля 1945 года в составе группы саперов Бугаев на подступах к городу Кёнигсберг проник в тыл врага, разведал минное поле и проделал в нём проходы. Бойцы сняли 215 противопехотных и 73 противотанковые мины. 6 апреля в наступательном бою в числе первых переправился через реку Преголя, гранатами забросал 2 вражеских пулеметных гнезда, поразил 3 противников, охранявших мост, автоматным огнём прикрыл переправу советских саперов и стрелков. В уличных боях в городе Кёнигсберге бойцам сделал проходы в четырёх зданиях, превращенных немцами в укрепленные пункты, разминировал 2 перекрестка шоссейных дорог, уничтожил до 20 солдат и офицеров противника, захватил в плен 67 противников.
Указом Президиума Верховного Совета СССР от 29 июня 1945 года за исключительное мужество, отвагу и бесстрашие, проявленные на заключительном этапе Великой Отечественной войны в боях с вражескими захватчиками, гвардии сержант Бугаев Александр Трофимович награждён орденом Славы 1-й степени. Стал полным кавалером ордена Славы.
В 1945 году гвардии старшина Бугаев был демобилизован. Жил в городе Рязань. До 1954 года работал на Дашковском кирпичном заводе начальником сторожевой охраны. С 1954 по 1962 годы был сторожем вневедомственной сторожевой охраны. С 1962 по 1966 годы трудился рабочим в военной части № 41450. В 1966 году ушел на заслуженный отдых. С 1969 года — персональный пенсионер республиканского значения.
Жил в городе Рязани. Скончался 31 января 1974 года.
Награждён орденами Красного Знамени, Отечественной войны 2-й степени, Славы 3-х степеней, медалями, в том числе медалью «За отвагу».